# Polypodium grammitoides
Polypodium grammitoides là một loài thực vật có mạch trong họ Polypodiaceae. Loài này được (Baker) Diels miêu tả khoa học đầu tiên năm 1900.